# Lechytia cavicola
Espèce
Lechytia cavicola est une espèce de pseudoscorpions de la famille des Lechytiidae.

## Distribution
Cette espèce est endémique du Guerrero au Mexique. Elle se rencontre dans les grottes Grutas de Cacahuamilpa.

## Description
Le mâle holotype mesure 1,33 mm et la femelle paratype 1,35 mm.

## Publication originale
- Muchmore, 1973 : New and little known pseudoscorpions, mainly from caves in Mexico (Arachnida, Pseudoscorpionida). Bulletin of the Association for Mexican Cave Studies, vol. 5, p. 47-62.